# ويليام هادلو
كان ويليام هادلو (1861 - 1931)، بائعًا للمزادات البريدية البريطانية، وقد تم تعيينه في قائمة هواة جمع الطوابع المتميزين في عام 1930.